# Rue Frémicourt
La rue Frémicourt est une rue du 15e arrondissement de Paris.

## Origine du nom
Cette voie est nommée d'après le nom du propriétaire des terrains sur lesquels la voie a été ouverte, monsieur Frémicourt, qui était le dernier fermier à la ferme de Grenelle.

## Historique
C’était initialement une voie de l'ancienne commune de Grenelle qui a été classée dans la voirie de Paris en 1863.
La rue était connue, au début du XIXe siècle, pour le nombre de ses maisons closes. Les habitants ont demandé, sans succès, en 1847 et 1848, le changement du nom pour ne pas subir les quolibets dus à la réputation de la voie. La voie devait se nommer « rue de Paris ».
L'avenue Émile-Zola porte à l'origine le nom de « rue Frémicourt ». L'actuelle rue Frémicourt n'est donc qu'une petite portion de la voie qui portait autrefois ce nom.

## Bâtiments remarquables et lieux de mémoire
- L'artiste-peintre américaine faisant partie du mouvement expressionniste abstrait, Joan Mitchell, eut un atelier dans cette rue en 1959, puis rue Campagne-Première, en 1989. Les peintres-graveurs Marcel Fiorini et Louttre.B habitèrent et travaillèrent également dans les années 1950 et 1960 dans le même bâtiment, détruit par la suite, au 10 de la rue.